# K'Zell Wesson
K'Zell Ray Wesson (Portland, 24 giugno 1977) è un ex cestista statunitense, professionista in Europa.

## Carriera
Escludendo le parentesi estive agli Atlantic City Seagulls (lega USBL), le sue prime esperienze post-universitarie sono in patria con i Trenton Shooting Stars (in IBL), in Turchia con il Büyük Kolej e in Venezuela con i Cocodrilos de Caracas.
Nel 2001 firma un contratto coi francesi dello Cholet con cui gioca per due anni consecutivi. A seguito di ciò debutta nella Serie A italiana con l'ingaggio del Roseto Basket, producendo un rendimento medio di 14,9 punti e 9,5 rimbalzi a gara nella stagione in cui il club abruzzese vive la sua miglior stagione di sempre, con un settimo posto nella Serie A 2004-2005. Wesson fa quindi ritorno in Francia, questa volta al Gravelines-Dunkerque, mentre un anno più tardi esordisce in Eurolega con lo Strasburgo laureandosi allo stesso tempo come miglior rimbalzista del massimo campionato francese (10,3 di media).
Nel 2006 si trasferisce in Germania al Brose Baskets, per poi volare in Grecia dove indossa le canotte di AEK Atene e PAOK Salonicco. Da qui torna nel campionato turco, ingaggiato rispettivamente da Beşiktaş, Pınar Karşıyaka e Türk Telekom Ankara, quindi all'Erdemir. Ad eccezione di una parentesi in Kosovo al Pristina, ha giocato in Turchia anche nelle successive parentesi, le ultime della sua carriera.

## Palmarès
- Campione USBL (1999)
- Coppa di Francia: 1

Gravelines: 2005
- Campionato tedesco: 1

Brose Bamberg: 2006-07